# Partisans Bielski
Os partisans Bielski foram um grupo de partisans judeus que lutou contra os alemães e colaboradores nazistas nas proximidades de Navahrudak e Lida, na então ocupada Polônia (atualmente Bielorrússia). O nome é uma referência à família Bielski, de onde vieram os irmãos que lideraram o grupo que era comandado por Tuvia Bielski e três de seus irmãos.
Sob a proteção do grupo, 1.236 judeus sobreviveram à Segunda Guerra Mundial. O grupo passou mais de dois anos vivendo na floresta.